# Elecciones regionales de Colombia de 1988
Las Elecciones regionales de Colombia de 1988 fueron realizadas el 13 de marzo de 1988 y fueron las primeras elecciones de este tipo realizadas en el país, con el fin de elegir  Alcaldes en los municipios y el Distrito Especial de Bogotá, fueron electos 1009 alcaldes.

## Historia
Fueron ordenadas a través del Acto Legislativo 01 del 9 de enero de 1986, en el marco de la apertura democrática, pactada en los Acuerdos de La Uribe con las FARC-EP. Transcurrieron en el contexto del Conflicto armado interno.

## Resultados
Con 323.801 votos, Andrés Pastrana Arango fue elegido alcalde de Bogotá. Su contendor fue Juan Martín Caicedo, que obtuvo 236.212.
En Medellín fue elegido Juan Gómez Martínez por el partido Conservador.
En Cali fue elegido Carlos Holmes Trujillo, quien obtuvo 76.395 votos. Par por el Partido Liberal.
En Barranquilla fue elegido  Jaime Pumarejo Certain por el partido Conservador.
| Partido                        | Alcaldías |
| ------------------------------ | --------- |
| Partido Liberal Colombiano     | 445       |
| Partido Conservador Colombiano | 413       |
| Unión Patriótica               | 16        |
| Nuevo Liberalismo              | 8         |